# Mirjana Bjelogrlić-Nikolov
Compléments
- Journaliste à Radio-télévision de Serbie (RTS)

Mirjana Bjelogrlić-Nikolov (en serbe cyrillique : Мирјана Бјелогрлић-Николов; née en 1961 à Belgrade) est une journaliste de télévision et écrivaine serbe.

## Biographie
Elle a étudié à la Faculté de philologie de l'université de Belgrade et a obtenu son diplôme. Bjelogrlić-Nikolov travaille pour Radio-télévision de Serbie (RTS) pendant de nombreuses années. De 2006 à 2015, elle a été rédactrice en chef du programme culturel. Le nouveau reportage quotidien Kulturni dnevnik (Journal culturel) a été rédigé pour la première fois en 2014 et intégré au programme télévisé,.
Elle a remporté le Prix Isidora-Sekulić pour son édition de nouvelles Priče za dosadno popodne (Histoires pour un après-midi ennuyeux), et reçu le Prix spécial pour meilleur scénario Autoportrait avec un chat blanc (à propos de Milena Pavlović-Barili) au festival du film d'animation Animanima 2010,.

## Œuvres
- Priče za dosadno popodne (Histoires pour un après-midi ennuyeux), 2007
- Šegrt lovca na vetrove (Le chasseur de vent), 2013